# اماری، نپال
اماری، نپال (به لاتین: Amari, Nepal) یک منطقهٔ مسکونی در نپال است که در Lumbini Zone واقع شده‌است.

## خصوصیات
اماری ۳٬۶۵۵ نفر جمعیت دارد.